# Dimapur (distrikt)
Dimapur (hindi: दीमापुर ज़िला Dīmāpur Zilā) er et distrikt i den indiske delstat Nagaland. Distriktets hovedstad er Chumukedima.

## Demografi
Ved folketællingen i 2011 var der 379,769 indbyggere i distriktet, mod 308,382 i 2001. Den urbane befolkningen udgjør 51,95 % af befolkningen.
Børn i alderen 0 til 6 år udgjorde 13,06 % i 2011 mod 15,19 % i 2001. Antallet af piger i den alder per tusinde drenge er 968 i 2011 mod 969 i 2001.